# Eid Station
Eid Station (Eid stoppested) var en jernbanestation på Rørosbanen, der lå i Tolga kommune i Norge.
Stationen blev oprettet som holdeplads 15. februar 1921. Den blev nedgraderet til trinbræt 15. juni 1952. Betjeningen med persontog blev indstillet 2. juni 1985, og 31. maj 1987 blev stationen nedlagt.
Stationen blev anlagt i nærheden af en banevogterbolig. En bygning blev flyttet dertil og ombygget til stationsbygning. Den blev flyttet til veteranbanen Lommedalsbanen i 1990.